# Angus Wilson
Sir Angus Frank Johnstone-Wilson, CBE (11. srpna 1913 Bexhill-on-Sea – 31. května 1991) byl anglický spisovatel.
Vystudoval Oxfordskou univerzitu a pracoval v Britském muzeu. Za druhé světové války byl šifrantem v Bletchley Parku. V letech 1966 až 1978 přednášel na University of East Anglia. Otevřeně se hlásil k homosexuální orientaci.
Jeho tvorba přináší satirický obraz privilegovaných vrstev britské společnosti a falešnosti jejich hodnot. Vydal romány Anglosaský postoj, Kdo by se taky smál a Čím hoří svět. Je také autorem životopisných knih o Charlesi Dickensovi a Rudyardovi Kipllingovi.
V roce 1958 získal James Tait Black Memorial Prize. Byl členem Royal Society of Literature. V roce 1980 byl povýšen do šlechtického stavu.